# Serie C 1958/1959
Soutěžní ročník Serie C 1958/1959 byl 21. ročník třetí nejvyšší italské fotbalové ligy. Konal se od 21. září 1958 do 29. června 1959. Byl to první ročník co se hrálo ve dvou skupinách. A vítězové skupin postoupilo do Serie B.

## Události
Byla to první sezona která měla dvě skupiny (celkem 38 týmů), ale byl také přechodný, protože od příští sezony byl nahrazen s třemi skupinami (54 týmy). Proto nikdo nesestupoval. Vítězové skupin Ozo Mantova a Catanzaro postoupilo do Serie B.
Nejlepším střelcem se stal Emilio Grattonz (Livorno), který vstřelil 21 branek.

## Tabulky

### Skupina A
| Poř. | Tým           | Z  | V  | R  | P  | VG | OG | B  |
| ---- | ------------- | -- | -- | -- | -- | -- | -- | -- |
| 1.   | Ozo Mantova   | 40 | 24 | 10 | 6  | 71 | 28 | 58 |
| 2.   | Siena         | 40 | 24 | 10 | 6  | 58 | 27 | 58 |
| 3.   | Spezia        | 40 | 20 | 10 | 10 | 53 | 38 | 50 |
| 4.   | Biellese      | 40 | 18 | 12 | 10 | 49 | 39 | 48 |
| 5.   | Livorno       | 40 | 19 | 8  | 13 | 57 | 41 | 46 |
| 6.   | Sarom Ravenna | 40 | 16 | 13 | 11 | 42 | 38 | 45 |
| 7.   | Pro Vercelli  | 40 | 15 | 12 | 13 | 43 | 39 | 42 |
| 8.   | Sanremese     | 40 | 16 | 9  | 15 | 57 | 52 | 41 |
| 9.   | Treviso       | 40 | 15 | 11 | 14 | 41 | 40 | 41 |
| 10.  | Pisa          | 40 | 12 | 17 | 11 | 40 | 43 | 41 |
| 11.  | Forlì         | 40 | 14 | 12 | 14 | 36 | 34 | 40 |
| 12.  | Pro Patria    | 40 | 12 | 15 | 13 | 42 | 9  | 39 |
| 13.  | Carbosarda    | 40 | 15 | 9  | 16 | 45 | 46 | 39 |
| 14.  | Varese        | 40 | 10 | 15 | 15 | 47 | 38 | 35 |
| 15.  | Casale        | 40 | 10 | 15 | 15 | 38 | 48 | 35 |
| 16.  | Mestrina      | 40 | 11 | 13 | 16 | 42 | 53 | 35 |
| 17.  | Lucchese      | 40 | 11 | 11 | 18 | 32 | 47 | 33 |
| 18.  | Legnano       | 40 | 9  | 13 | 18 | 49 | 66 | 31 |
| 19.  | Piacenza      | 40 | 8  | 13 | 19 | 31 | 54 | 29 |
| 20.  | Cremonese     | 40 | 11 | 7  | 22 | 41 | 75 | 29 |
| 21.  | Pordenone     | 40 | 8  | 9  | 23 | 40 | 69 | 25 |

Poznámky
- Z = Odehrané zápasy; V = Vítězství; R = Remízy; P = Prohry; VG = Vstřelené góly; OG = Obdržené góly; B = Body
- za výhru 2 body, za remízu 1 bod, za prohru 0 bodů.
- při rovnosti bodů rozhodoval rozdíl mezi vstřelených a obdržených branek.
- kluby Ozo Mantova a Siena odehráli dodatečný zápas.

|  | Postup do Serie B |

#### Dodatečný zápas
| 29. červen 1959 | Ozo Mantova | 1 – 0 | Siena | Janov |  |  |
|                 |             |       |       |       |  |  |
|                 |             |       |       |       |  |  |

### Skupina B
| Poř. | Tým         | Z  | V  | R  | P  | VG | OG | B  |
| ---- | ----------- | -- | -- | -- | -- | -- | -- | -- |
| 1.   | Catanzaro   | 34 | 17 | 13 | 4  | 56 | 16 | 47 |
| 2.   | Cosenza     | 34 | 18 | 10 | 6  | 43 | 27 | 46 |
| 3.   | FEDIT       | 34 | 15 | 9  | 10 | 48 | 35 | 39 |
| 4.   | Chieti      | 34 | 14 | 11 | 9  | 41 | 37 | 39 |
| 5.   | Trapani     | 34 | 14 | 10 | 10 | 38 | 29 | 38 |
| 6.   | Lecce       | 34 | 15 | 8  | 11 | 61 | 53 | 38 |
| 7.   | Barletta    | 34 | 16 | 4  | 14 | 52 | 48 | 36 |
| 8.   | Arezzo      | 34 | 12 | 12 | 10 | 37 | 42 | 36 |
| 9.   | Reggina     | 34 | 13 | 9  | 12 | 36 | 34 | 35 |
| 10.  | Marsala     | 34 | 12 | 9  | 13 | 48 | 40 | 33 |
| 11.  | Anconitana  | 34 | 10 | 12 | 12 | 41 | 42 | 32 |
| 12.  | Foggia      | 34 | 9  | 12 | 13 | 33 | 36 | 30 |
| 13.  | L'Aquila    | 34 | 11 | 8  | 15 | 32 | 40 | 30 |
| 14.  | Pescara     | 34 | 11 | 6  | 17 | 31 | 38 | 28 |
| 15.  | Casertana   | 34 | 9  | 9  | 16 | 33 | 38 | 27 |
| 16.  | Cirio       | 34 | 9  | 9  | 16 | 36 | 53 | 27 |
| 17.  | Siracusa    | 34 | 8  | 11 | 15 | 27 | 60 | 27 |
| 18.  | Salernitana | 34 | 8  | 8  | 18 | 29 | 54 | 24 |

Poznámky
- Z = Odehrané zápasy; V = Vítězství; R = Remízy; P = Prohry; VG = Vstřelené góly; OG = Obdržené góly; B = Body
- za výhru 2 body, za remízu 1 bod, za prohru 0 bodů.
- při rovnosti bodů rozhodoval rozdíl mezi vstřelených a obdržených branek.

|  | Postup do Serie B |